# Centrarthra albistriga
Centrarthra albistriga là một loài bướm đêm trong họ Noctuidae.